# Jacques Rohault

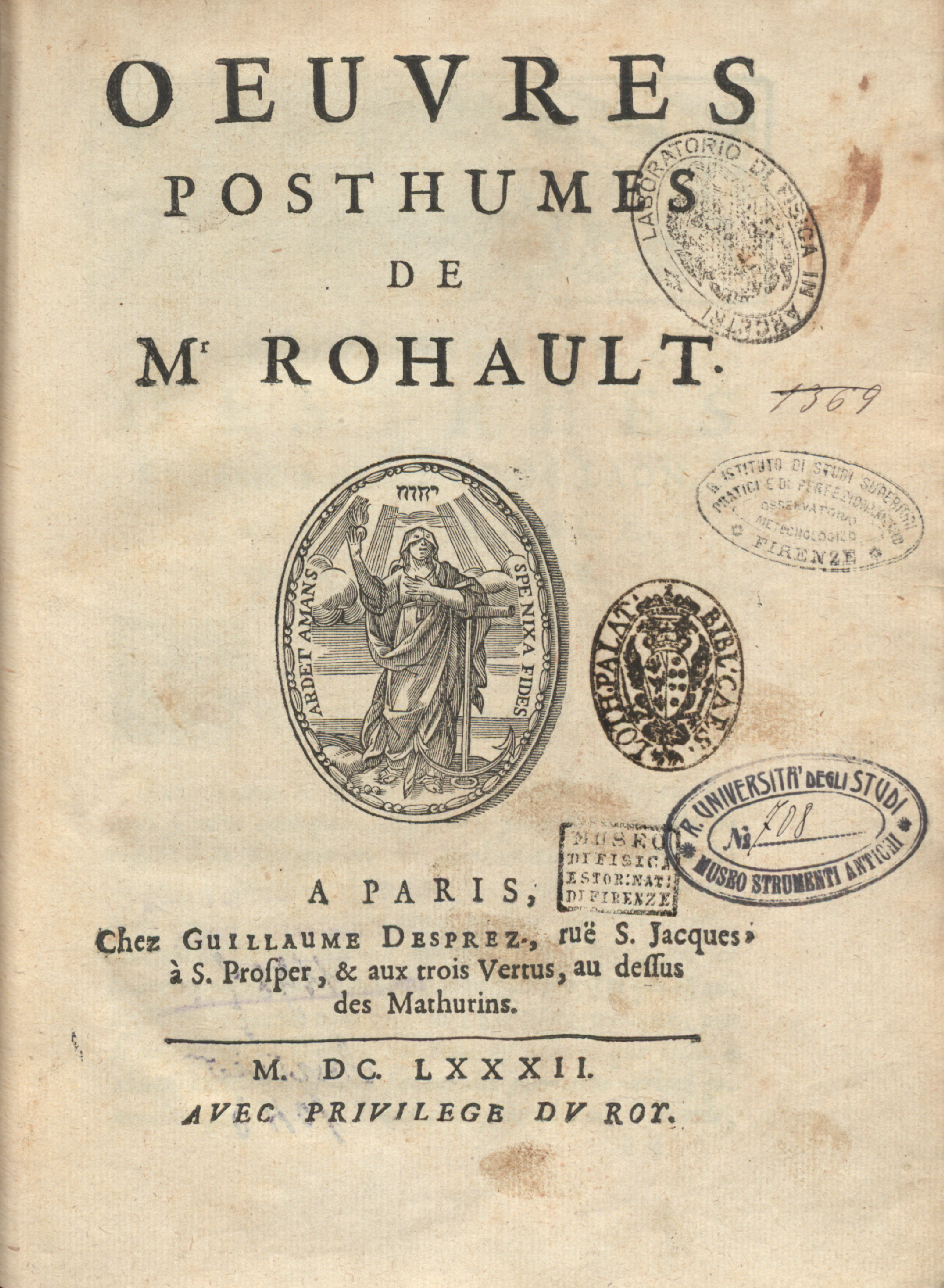
Oeuvres posthumes, 1682

Jacques Rohault (1618-1672) va ser un filòsof seguidor de Descartes. Provinent d'una família de comerciants, va contribuir de manera decisiva a la difusió de les idees cartesianes, especialment aquelles relacionades amb la física, amb les quals va escriure un manual força copiat a Europa (i que servia de material de base per a les seves classes a la universitat). Va defensar que els éssers vius eren com màquines a excepció de l'home, per la seva raó. Amb els avenços de la ciència es podrien crear éssers robòtics que no es poguessin diferenciar dels animals, ja que aquests responen a impulsos deterministes i, per tant, previsibles. Com a figura pública, va defensar els filòsofs racionalistes de les crítiques freqüents d'impietat i va contribuir a l'abandonament de les idees científiques obsoletes d'Aristòtil.